# 极左派 (文革)
极左派是文化大革命期间一个红卫兵派系，指比当时的中央文革路线“更左”的红卫兵。

## 简介
极左派既反对支持“前十七年”（1949—1966）路线的保守派，是文革的支持者，又反对中央文革支持的造反派，认为中央文革和造反派的革命不够彻底，是红卫兵运动中的一支“异端思潮”、“新思潮”、“极左思潮”势力，存在时间较短（1967），但后来成为文革研究中的一个热点。
红卫兵运动爆发后，最先出场的是所谓红五类（党政军领导干部和贫下中农及工人家庭子弟），尤其是北京高干子弟，即所谓老红卫兵。老红卫兵后来与保守派（又名保皇派）合流，与中央文革支持的造反派对立。极左派本为造反派的一部分，但思想更趋激进，认为革委会是保守组织，主张“打倒一切”。
典型的极左派红卫兵组织有省无联、湖北省決心把無産階級文化大革命進行到底的無産階級革命派联络站（决派）、北京“四三派”、上海“反复辟学会”和“中串会”等。有学者认为，极左派的理论基础是无政府共产主义。
中央文革对极左派的定性是“形左实右”，認爲他們挑战了挑戰中國人民解放軍和中國共産黨的合法性，在全國展開對極左派的批判和迫害。